# Geología marina

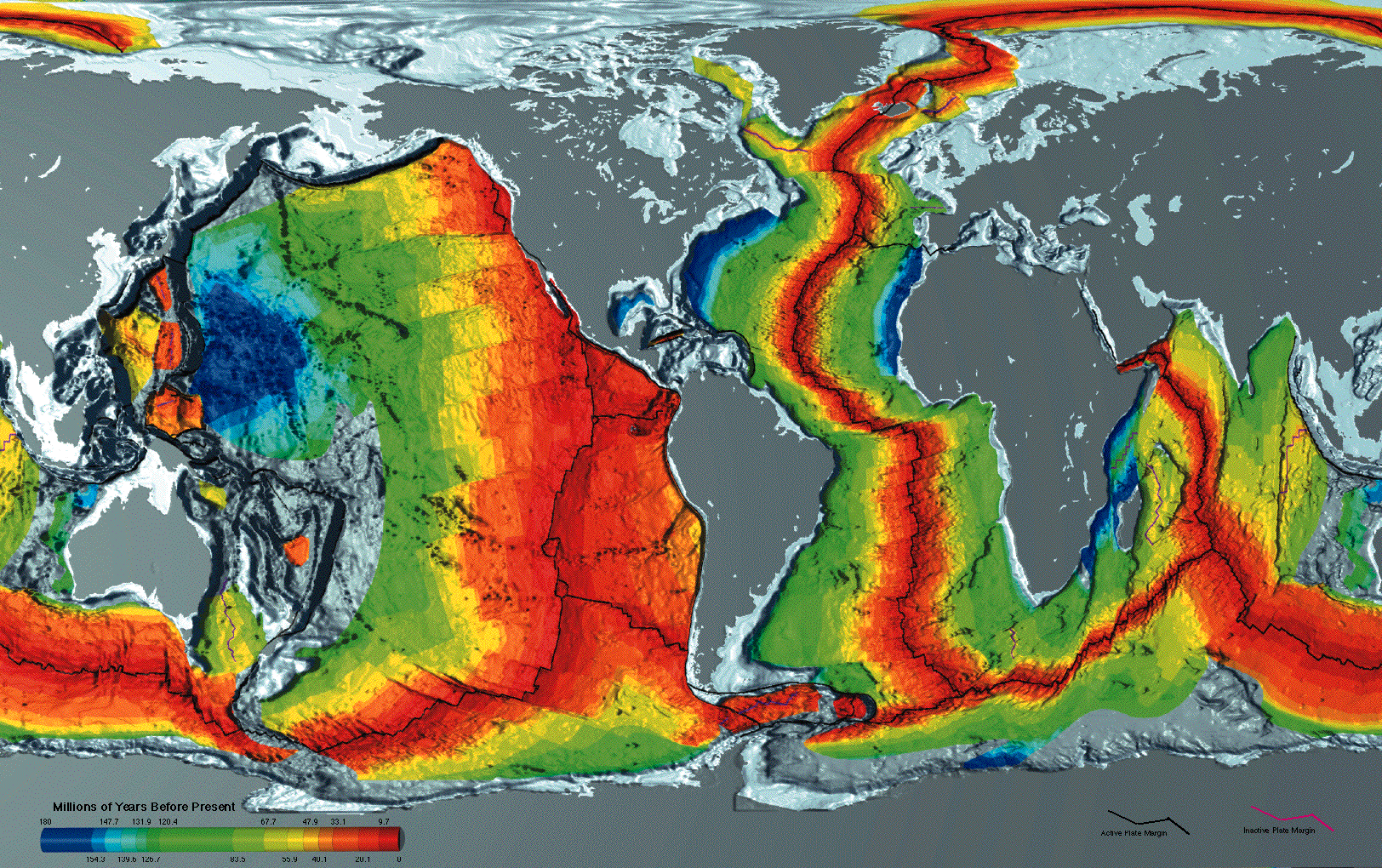
Edades de la corteza oceánica.

La geología marina involucra las investigaciones geofísicas, geoquímicas, sedimentológicas y paleontológicas de los suelos oceánicos y sus márgenes costeros. Tiene una fuerte conexión con la oceanografía y la tectónica de placas.
El lecho profundo de los mares es esencialmente la última frontera que no ha sido explorada ni mapeada con detalles en apoyo tanto para las ciencias oceánicas, la ciencia militar (submarina) y para la explotación de los recursos mineros (petróleo, gas natural, metales) existentes en el suelo oceánico.
El cinturón de fuego alrededor del océano Pacífico, con su intensa actividad volcánica y sísmica supone una de las mayores amenazas de terremotos destructivos, tsunamis y erupciones volcánicas. Cualquier sistema de alerta temprana para estos eventos desastrosos requerirá un entendimiento más detallado de la geología marina de los ambientes costeros y de los arcos insulares.
El estudio del litoral y de la sedimentación marina, así como de las tasas de precipitación y disolución de carbonato cálcico en varios ambientes marinos, tiene importantes implicaciones para el cambio climático global.

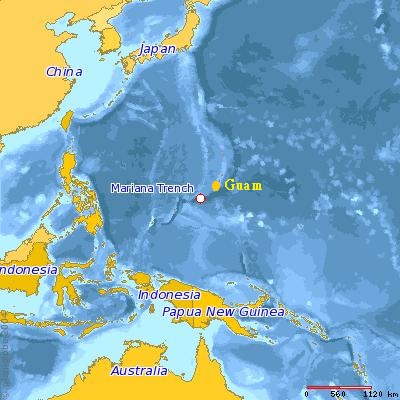
Una fosa oceánica se forma en el límite donde convergen dos placas tectónicas.

El descubrimiento y continuo estudio de las dorsales oceánicas y sus zonas de vulcanismo ha sido una de las importantes áreas de investigación geológica marina. Los extremófilos que viven adyacentes a las fuentes hidrotermales han tenido un importante impacto en cómo se entiende hoy en día la vida en la Tierra y el origen de la vida dentro de tal entorno.
Las fosas oceánicas tienen una longitud hemisférica, pero solo munas angostas depresiones topográficas en el suelo marino. Estas son las partes más profundas del lecho oceánico.
La fosa de las Marianas es la fosa oceánica más profunda que se conoce, y el lugar más profundo de la corteza terrestre entera. Es producto de una zona de subducción, donde la placa Pacífica se está sumergiendo continuamente bajo la placa Filipina.